# Bezirksapostelhelfer
Als Bezirksapostelhelfer wird ein Apostel in der Neuapostolischen Kirche bezeichnet, der einen Bezirksapostel in der Leitung seines Arbeitsbereiches unterstützt.

## Funktion
Ein Bezirksapostelhelfer unterstützt einen Bezirksapostel in der Leitung der Gebietskirche bzw. des Bezirksapostelbereichs und ist zuweilen als dessen Stellvertreter tätig. In großen Arbeitsbereichen wird einem Bezirksapostelhelfer teilweise auch die Zuständigkeit für ein Teilgebiet des Bezirksapostelbereichs übertragen.
Bezirksapostelhelfer ist eine Helferfunktion, die meist durch den Stammapostel im Rahmen eines Gottesdienstes durch Ernennung übertragen wird. Bezirksapostelhelfer werden in die Leitung der Gesamtkirche einbezogen, indem sie an den Bezirksapostelversammlungen teilnehmen. Sie haben dort aber kein Stimmrecht.
Heute wird vermehrt der designierte Nachfolger eines Bezirksapostels für eine gewisse Zeit mit der Funktion eines Bezirksapostelhelfers betraut, um den künftigen Arbeitsbereich besser kennenzulernen und schrittsweise in die Leitung einbezogen zu werden.

## Übersicht
In der Neuapostolischen Kirche sind aktuell neun Bezirksapostelhelfer tätig:
| Bezirksapostelhelfer           | Bezirksapostel        | Arbeitsbereich                                                                              |
| ------------------------------ | --------------------- | ------------------------------------------------------------------------------------------- |
| Mandla Patrick Mkhwanazi       | Peter Lambert         | Afrika-Süd                                                                                  |
| Frank Dzur                     | Mark Woll             | Kanada, Bangladesch, Republik Kongo, Pakistan, Tschad, Ruanda, Zentralafrikanische Republik |
| David Garlapati Devaraj        | Mark Woll             | Indien                                                                                      |
| João Uanuque Misselo           | Stefan Pöschel        | Angola                                                                                      |
| Arnold Ndakondwa Mhango        | Kububa Soko           | Malawi, Simbabwe                                                                            |
| Robert M. Nsamba               | Kububa Soko           | Sambia (Ost, Nord, Luapula, Central, Lusaka, Southern Provinces, Sesheke)                   |
| Elie Tatien Mukinda Mudinganyi | Michael Deppner       | DR Kongo West                                                                               |
| Arnaud Martig                  | Mark Woll             | Bezirksapostelbereich Kanada                                                                |
| Herman Ernst Guigou            | Enrique Eduardo Minio | Bezirksapostelbereich Südamerika                                                            |